# Цивільні партнерства в Південно-Африканській Республіці
Цивільні партнерства були запроваджені в Південно-Африканській Республіці Законом про цивільний союз 2006 року, який також легалізував одностатеві шлюби. Цивільне партнерство може створюватися як парами протилежної статі, так і парами однієї статі, і воно має ті самі права, обов’язки та правові наслідки, що й шлюб.
Сторони цивільного партнерства повинні бути віком від 18 років і не перебувати в шлюбі чи в іншому цивільному партнерстві. Заборонені ступені спорідненості та споріднення, які застосовуються до шлюбу відповідно до Закону про шлюб, також застосовуються відповідно до Закону про цивільний союз; таким чином особа не може створювати цивільне партнерство зі своїм прямим предком або нащадком, братом або сестрою, дядьком або тіткою, племінницею або племінником, або предком або нащадком колишнього подружжя.
Цивільне партнерство має бути оформлено уповноваженою особою з питань шлюбу. Державні службовці (насамперед магістрати та державні службовці внутрішніх справ), які призначені офіцерами з питань шлюбу відповідно до Закону про шлюб, також автоматично призначаються для урочистого укладення цивільного партнерства. Релігійні службовці не можуть укладати цивільне партнерство (однак вони можуть урочисто одружуватись відповідно до Закону про цивільний союз).
Спочатку державні службовці з питань шлюбу, які за совістю заперечували проти укладення одностатевих цивільних партнерств, звільнялися від процедури реєстрації, якщо вони письмово повідомляли про своє заперечення міністру внутрішніх справ. Цей виняток був скасований у жовтні 2020 року з дворічним перехідним періодом.
Правові наслідки цивільного партнерства є ідентичними наслідкам шлюбу відповідно до Закону про шлюб, за винятком таких змін, яких вимагає контекст. Будь-яке посилання на шлюб у будь-якому законодавстві, включаючи загальне право, вважається таким, що включає цивільне партнерство з точки зору Закону про цивільний союз; так само будь-яке посилання на чоловіка, дружину чи подружжя в будь-якому законі вважається таким, що включає цивільного партнера. Закон про розірвання шлюбу для цивільного партнерства такий самий, як і для шлюбу.
Закон про цивільні партнерства не містить чітких положень щодо визнання іноземних союзів. Відповідно до принципу lex loci celebrationis шлюб за кордоном (включаючи одностатевий шлюб) визнається шлюбом у законодавстві Південно-Африканської Республіки. Однак статус іноземних форм партнерства, крім шлюбу, таких як цивільні партнерства чи домашні партнерства, не зрозумілий. У справі про розлучення у 2010 році Вищий суд Західної Капської провінції визнав дійсність британського цивільного партнерства як еквівалентного цивільному партнерству згідно із законодавством Південно-Африканської Республіки.